# Jaera rhodinosa
Jaera rhodinosa är en fjärilsart som beskrevs av Hans Ferdinand Emil Julius Stichel 1911. Jaera rhodinosa ingår i släktet Jaera och familjen juvelvingar. Inga underarter finns listade i Catalogue of Life.